# Wikariat di Montenero
Wikariat di Montenero – jeden z 4 wikariatów rzymskokatolickiej diecezji Termoli-Larino we Włoszech. 
Według stanu na wrzesień 2017 w skład wikariatu di Montenero wchodziło 13 parafii rzymskokatolickich. 

## Lista parafii
Źródło:
| Lp. | Miejscowość           | Parafia                                                  | Grafika | Kościół                                                                          | Adres | Proboszcz                       |
| --- | --------------------- | -------------------------------------------------------- | ------- | -------------------------------------------------------------------------------- | ----- | ------------------------------- |
| 1   | Acquaviva Collecroce  | Parafia św. Michała Archanioła                           |         | Kościół św. Michała Archanioła w Acquaviva Collecroce                            | b.d.  | Sac. Vincenzo Baccardo          |
| 2   | Tavenna               | Parafia Najświętszej Maryi Panny Konstantynopolitańskiej |         | Kościół Najświętszej Maryi Panny Konstantynopolitańskiej w Tavenna               |       | Sac. Luciano Pescatore          |
| 3   | San Felice del Molise | Parafia Najświętszej Maryi Panny Konstantynopolitańskiej |         | Kościół Najświętszej Maryi Panny Konstantynopolitańskiej w San Felice del Molise |       | Sac. Gabriele Giorgetta         |
| 4   | Palata                | Parafia Najświętszej Maryi Panny La Nova                 |         | Kościół Najświętszej Maryi Panny La Nova w Palata                                |       | Sac. Benedetto Elio             |
| 5   | Montecilfone          | Parafia św. Grzegorza, męczennika                        |         | Kościół św. Grzegorza w Montecilfone                                             |       | Sac. Pezzotta Franco            |
| 6   | Guglionesi            | Parafia Matki Bożej Większej                             |         | Kościół Matki Bożej Większej w Guglionesi                                        |       |                                 |
| 7   | Mafalda               | Parafia św. Andrzeja Apostoła                            |         | Kościół św. Andrzeja Apostoła w Mafalda                                          |       | Sac. Calvitti Nicolino          |
| 8   | Civitacampomarano     | Parafia św. Grzegorza i Matki Bożej Większej             |         | Kościół św. Grzegorza i Matki Bożej Większej w Civitacampomarano                 |       | Boccardo Angiolino              |
| 9   | Petacciato            | Parafia Najświętszego Serca Jezusowego                   |         | Kościół Najświętszego Serca Jezusowego w Petacciato                              |       |                                 |
| 10  | Castelmauro           | Parafia św. Leonarda                                     |         | Kościół św. Leonarda w Castelmauro                                               |       | D'Aulerio Antonino              |
| 11  | Montemitro            | Parafia św. Łucji                                        |         | Kościół św. Łucji w Montemitro                                                   |       | don Angelo Gabriele Giorgetta   |
| 12  | Montenero di Bisaccia | Parafia św. Mateusza i św. Pawła                         |         | Kościół św. Mateusza i św. Pawła w Montenero di Bisaccia                         |       | don Claudio D'Ascenzo           |
| 13  | Petacciato            | Parafia św. Rocha                                        |         | Kościół św. Rocha w Petacciato                                                   |       | sac. Gianfranco Mastroberardino |